# Versuta
Versuta is een plaats (frazione) in de Italiaanse gemeente Casarsa della Delizia.